# Албсуинда
Албсуинда (Albsuinda; Alsvinda; 558 г. – Византия) e лангобардска принцеса, дъщеря на краля на лангобардите Албоин от първия му брак c Хлотсинд, дъщеря на краля на франките Хлотар I.
През 567 г. Розамунда става втората съпруга на нейния баща. На 28 юни 572 или 573 г. Албоин е убит от Хелмегис по поръчка на Розамунда във Верона и се жени за нея. След неуспеха му да стане крал Хелмегис, Розамунда и Албсуинда бягат с част от войската и лангобардското богатство в Равена при византийския преториански префект Лонгин.
След смъртта на Розамунда и Хелмегис през август 572/573 г. Албсуинда е изпратена от Лонгин в Константинопол.